# フラバスタシン
フラバスタシン(Flavastacin、EC 3.4.24.76)は、酵素である。この酵素は、ポリペプチド中の-Xaa-Asp-結合のアスパラギン側鎖を加水分解する。-Xaa-Glu結合に対しても、非常にゆっくりと作用する。
この金属エンドペプチダーゼは、亜鉛を必要とし、M12ペプチダーゼファミリーに属する。